# Flugplatz Ferrara-Aguscello

i7
i11
i13
Der Flugplatz Ferrara-Aguscello (italienisch Aeroporto di Ferrara-Prati Vecchi d’Aguscello, ICAO-Code: LIDV) befindet sich in der italienischen Region Emilia-Romagna, rund fünf Kilometer südöstlich der Stadtmitte von Ferrara bei der Ortschaft Aguscello.

## Infrastruktur und Nutzung
Der Flugplatz liegt in der Poebene zwischen dem Autobahnzubringer 8 im Norden und der Bahnstrecke Ferrara–Rimini und der Strada Statale 16 Adriatica im Westen und Süden. Von diesen Fernverkehrswegen ist der Flugplatz nur über kleinere Gemeindestraßen zu erreichen.
Der Flugplatz hat eine rund 750 Meter lange und 50 Meter breite Graspiste mit der Ausrichtung 10/28. Nördlich der Piste und der parallelen Grasrollbahn befinden sich kleinere Abfertigungseinrichtungen und Hangars. Der Flugplatz dient der Allgemeinen Luftfahrt. Vor Ort hat der Luftsportverein Gruppo Volo Aguscello seinen Sitz. Ein weiterer Verein restauriert alte Fluggeräte.
Neben dem Flugplatz Ferrara-Aguscello verfügt die Stadt noch über den zwei Kilometer südlich der Stadtmitte gelegenen Flugplatz Ferrara-San Luca, der neben einer Graspiste auch eine asphaltierte Start- und Landebahn hat. Der nächstgelegene Verkehrsflughafen ist der Flughafen Bologna.

## Geschichte
Der Flugplatz Ferrara-Aguscello wurde im Jahr 1973 als privates Segelfluggelände eröffnet.